# Spilomyia triangulata
Spilomyia triangulata är en tvåvingeart som beskrevs av Cornelis Gijsbert Gerrit Jan van Steenis 2000. Spilomyia triangulata ingår i släktet trädblomflugor, och familjen blomflugor.
Artens utbredningsområde är Turkiet. Inga underarter finns listade i Catalogue of Life.